# 朱道中
朱道中（？—1689年），字彥修，中國清朝官員，安徽休寧人。監生出身。
康熙二十八年（1689年），朱道中接替樊維屏擔任台灣府諸羅縣知縣，掌管台南以北的台灣政事，管轄區域涵蓋今嘉義、彰化、台中、甚至台北。